# Philip Cunliffe-Lister
Philip Cunliffe-Lister (ur. 1 maja 1884, zm. 27 lipca 1972), brytyjski polityk, członek Partii Konserwatywnej, minister w rządach Andrew Bonar Lawa, Stanleya Baldwina, Ramsaya MacDonalda, Neville’a Chamberlaina i Winstona Churchilla.
Urodził się jako Philip Lloyd-Graeme. Był synem podpułkownika George’a Lloyda-Graeme'a i Dory O'Brien, córki Jamesa Thomasa O’Briena, biskupa Ossory. Nazwisko na Cunliffe-Lister zmienił w 1924 r. W 1912 r. poślubił Mary Boynton.
Lloyd-Greame został wybrany do Izby Gmin w 1918 r. jako reprezentant okręgu Hendon. W 1920 r. otrzymał tytuł szlachecki i urząd parlamentarnego sekretarza przy Zarządzie Handlu. W 1921 r. stanął na czele departamentu handlu zamorskiego. W 1922 r. został członkiem Tajnej Rady i przewodniczącym Zarządu Handlu. Sprawował to stanowisko do 1924 r., następnie w latach 1924–1929 i 1931 r.
W 1931 r. Cunliffe-Lister został jednym z przedstawicieli Partii Konserwatywnej na rozmowy dotyczące utworzenia wielopartyjnego rządu narodowego. Rozmowy zakończyły się sukcesem i Cunliffe-Lister został po raz trzeci przewodniczącym Zarządu Handlu. Po wyborach 1931 r. został przeniesiony na stanowisko ministra kolonii. W 1935 r. nowy premier Stanley Baldwin powierzył Cunliffe-Listerowi tekę ministra lotnictwa. Cunliffe-Lister nie brał udziału w wyborach 1935 r. Niedługo potem otrzymał tytuł 1. wicehrabiego Swinton i zasiadł w Izbie Lordów.
Lord Swinton pozostał na swoim dotychczasowym stanowisku do 1938 r., kiedy to nowy premier, Neville Chamberlain, doszedł do wniosku, że minister lotnictwa musi być członkiem Izby Gmin i zdymisjonował Swintona. Przez kolejne 6 lat Swinton pozostał poza gabinetem. Powrócił do niego w 1944 r., kiedy to Winston Churchill powierzył mu tekę ministra lotnictwa cywilnego. Rok wcześniej otrzymał Order Kawalerów Honorowych. Stanowisko ministra utracił po wyborczej porażce konserwatystów w 1945 r.
Po powrocie Partii Konserwatywnej do władzy w 1945 r. Switnon został Kanclerzem Księstwa Lancaster, a w 1952 r. członkiem gabinetu jako minister ds. Wspólnoty Narodów. Zrezygnował w 1955 r., kiedy premierem przestał być Churchill. W tym samym roku otrzymał tytuł 1. hrabiego Swinton. Był również kawalerem Krzyża Wielkiego Orderu Imperium Brytyjskiego.
Zmarł w 1972 r. Ponieważ jego syn, John, zginął w 1944 r. tytuł hrabiowski odziedziczył jego wnuk, David.